# Вулиця Шевченка (Львів)
Ву́лиця Шевче́нка — вулиця у Львові, одна із семи важливих транспортних магістралей Львова. Простягається від вул. Городоцької, через місцевості Клепарів, Фридріхівка, Кам'янка та Рясне до західної межі міста.

## Історія вулиці
З розвитком Львова та розширенням меж міста змінювалася й довжина вулиці.

### Назва
Від колишнього костелу святої Анни в напрямку до містечка Янова підіймалася дорога, яка на старовинних мапах Львова значиться, як Дорога Янівська. Від 1805 року вже частково сформувалася вулиця, що отримала свою первісну назву — вулиця Янівська, на честь містечка Янів. На початку 1930-х років до вулиці Янівської була приєднана частина Янівської дороги за залізничним мостом, що 1931 року початково отримала назву — вулиця Марії Родзевичівни, на честь польської письменниці, новелістки Марії Родзевичівни, а від 1934 року остаточно увійшла до складу вулиці Янівської. Під час німецької окупації Львова вулиця мала назву Вестштрассе, оскільки прямувала від центру до західних околиць Львова. По війні на короткий час повернули передвоєнну назву — вулиця Янівська, а від грудня 1944 року вулиця отримала сучасну назву — вулиця Шевченка, на честь видатного українського поета, письменника, художника, громадського та політичного діяча Тараса Шевченка.

### До 1920 року
Перші будинки під № 2, 4 зведені у стилі пізньої сецесії у 1909 році, за проєктом Карела Боубліка, для кам'яничника Йони Шпрехера. Хоча при вул. Шевченка є ще кілька сецесійних будівель, на загал її забудова досить хаотична, більшу частину вулиці займають довгі паркани промислових та військових об'єктів, а переважна частина житлових будинків споруджена за типовими проєктами різних епох. Вулиця так і не стала репрезентаційною артерією міста.
У жовтні 1908 року відкрився рух на лінії електричного трамваю до Янівської рогатки, яка тоді була на Фридрихівці (за Янівським цвинтарем); до 1880-х років ця рогатка була ближче до центру міста (біля рогу з нинішньою вул. Левандівською). У 1930-х роках трамвайну лінію продовжили до мосту через залізницю (там де й тепер кінцева зупинка трамвайного маршруту № 7).
Під № 60 після війни, на місці парового млина та невеликого ставу, збудували Мехсклозавод. Нині тут споруджують комплекс елітних житлових будинків. Зберігся колишній дім власника парового млина Юзефа Тома, до якого колись прилягав зимовий сад-оранжерея.
1900 року поряд, при вул. Янівській, 66, за проєктом Міхала Ковальчука спорудили костел Святої Родини і монастир оо. Реформатів. У 1950 — 1980-х роках тут містився клуб львівського мехсклозаводу. Нині храм належить православній громаді церкви Св. Апостола Андрія Первозваного. Під час реставрації 1993—1998 років на даху храму спорудили кілька бань-куполів.
Неподалік, з другого боку вулиці, з кінця XVI століття стояв костел Віднайдення Святого Хреста. До нього з міста вела Хресна дорога. Під час касаційних реформ австрійського уряду кінця XVII століття, а саме 1784 року костел був розібраний. Прилеглі вулиці — Бортнянського, Квітки-Основ'яненка, Яцкова, Турянського, Луцького, Генерала Юнакова, забудовані переважно віллами 1920—1930-х років.
На вул. Шевченка привертає увагу кам'яниця № 81, споруджена близько 1910 року у стилі раціональної постсецесії. Підлога в сінях та на сходовій клітці будинку вкрита химерними узорами з двох десятків видів керамічних плиток. Не виключено, що така «виставка», завдячує своєю появою на вул. Янівській № 108 (нині вул. Шевченка) підприємства «Фабрика дахівок і каміння штучного. Іван Левинський і спілка». Під час німецької окупації на місці фабрики окупаційна влада створила Янівський концентраційний табір, в якому знищили кілька тисяч людей, переважно євреїв. Хоча історики повторюють радянські міфи, що тут загинуло 200 тисяч осіб. На місці Янівського концтабору за радянських часів створили виправну колонію (ВЛ-315/30).
На місці казарм польського механізованого дивізіону після війни створили завод автонавантажувачів, зруйновані та розграбовані цехи якого потрохи освоюються різними комерційними структурами. Поруч у 1888 році відкрили Янівський цвинтар, який у 1970-х роках розширили за рахунок Нового єврейського цвинтаря. Тоді ж були знищені українські та польські військові поховання 1918—1920 років, які нині частково відновлені.

### 1920—1970
За залізничним мостом при вул. Шевченка розташована залізнична станція «Клепарів». За нею лежали землі приміської громади Рясна Польська (нині — Рясне). Її південна частина під назвою Баторівка увійшла у 1930-х роках до складу Львова. Тоді, за залізничною станцією Клепарів, вздовж вул. Янівської проводилась інтенсивна забудова. Нову приміську дільницю, забудовану індивідуальними будинками, назвали Баторівкою, на честь польського короля Стефана Баторія. Поблизу будувалися також промислові підприємства — великий млин, тартаки та фабрика дикти (фанери) «Ойкос».
Для відзначення 50-ліття священства тодішнього Львівського римо-католицького архієпископа Болеслава Твардовського та укріплення «польскості» й католицизму на «кресах» II Речі Посполитої польська громадськість Львова та «Східної Малопольщі» вирішила збудувати декілька нових костелів, серед них і парафіяльний костел Найсвятішого Серця Ісуса на Баторівці, яка входила до парафії у Рясній Польській. Спочатку планувалося спорудити храм на території місцевої корчми, що була власністю архієпископської курії. Однак згодом під костел було призначено ділянку, придбану у торгівця вином Ричарда Штадтмюллера при перетині нинішніх вулиць Диктової та Фещенка-Чопівського. Величний костел, що став домінантою передмістя, споруджувався за проектом Вавжинця Дайчака в рекордні терміни. 25 листопада 1938 року було посвячено пам'ятний камінь під будову, а вже 3 вересня 1939 року планувалося урочисте освячення новозбудованого костелу архієпископом Болеславом Твардовським. Через вибух другої світової війни посвячення було скромним. Костел використовувала римо-католицька громада до 1946 року, коли більшість польських мешканців Баторівки виїхало до Польщі. За радянських часів храм використовувався як склад, а нині у ньому — греко-католицька церква Пресвятого Серця Христового.
Колишня Баторівка зберегла донині переважно приміську індивідуальну забудову 1930—1950-х років — так само, як і сусідня Кам'янка, колишнє село, яке увійшло в межі міста у 1958 році.

### Після 1970
Село Рясне (колишня Рясна Польська) включили до меж Львова лише у 1987 році, коли тут вже велося інтенсивне житлове будівництво, споруджувалися цехи заводів: конвеєрного, автонавантажувачів, «Львівсільмаш», «Електрон».
Ще у 1970-х роках межа міста проходила відразу за знаменитою львівською «Барахолкою», де можна було придбати усе, що було недоступним в умовах вічного радянського товарного дефіциту. Тепер про це місце щонедільних паломництв львів'ян та гостей міста нагадує фігура Покрови, оточена стандартними будівлями Рясного, які пересунули межу Львова на кілька кілометрів на захід.
Фігуру Покрови при дорозі на межі Кам'янки і Рясного встановлено 2000 року коштом приватних меценатів та за участі Залізничної районної адміністрації. В освяченні взяли участь священики УГКЦ, УАПЦ та УПЦ КП. Автори монумента — скульптор Володимир Федорченко і архітектор Володимир Сколоздра.
Перед залізничною колією у 1970—1980-х роках виник житловий масив Рясне-І, а за мостом через колію, вже у 1990-х році розбудували мікрорайон Рясне-ІІ. На відміну від Сихова, де забудова проводилася за продуманою концепцією, яку, щоправда, так і не вдалося її довести до кінця, Рясне будувалося, хоча й за затвердженим генеральним планом, але окремими фрагментами — силами промислових підприємств. Більшість з них встигли збудувати по декілька житлових будинків, однак так і не довершили розбудову інфраструктури Рясного.
18 листопада 2016 року, виконавчий комітет ЛМР погодив встановлення між будинками № 402 та № 406 на вул. Шевченка пам'ятного знаку з нагоди 70-ліття операції «Вісла» — примусового переселення українців з їхніх етнічних земель. Функції замовника на проєктування, виготовлення та встановлення знака покладено на громадську організацію «Ініціативна група „Рясне“».
Раніше на Т-подібному перехресті Шевченка—Левандівська були постійні затори, тому вирішили облаштувати кільцевий рух і розмежувати потоки. 30 січня 2020 року розпочався перший етап ремонтних робіт на вул. Шевченка, який було закінчено 12 серпня 2020 року і наступного дня квазікільце між вулицями Шевченка, Левандівською, Проєктованою та Залізничною відкрили для проїзду автотранспорту. Отож рух тут організували по колу, і лише громадський транспорт, який перевозить значно більшу кількість людей, матиме додаткові можливості для прискорення, для нього є дві смуги на вул. Шевченка та вул. Левандівській. Автостанцію із вулиці Шевченка, де зупинялися автобуси Яворівського напрямку, перенесуть на саме кільце за поворотом на вулицю Левандівську. 
1 червня 2022 року розпочався третій етап реконструкції вулиці Шевченка на ділянці від вулиці Ярослава Мудрого до вулиці Залізничної.
15 червня 2022 року після реконструкції для проїзду була відкрита ділянка вулиці Шевченка від вул. Залізничної до вул. Єрошенка й до вул. Юнаківа.

## Забудова
В архітектурному ансамблі вулиці Шевченка переважають класицизм, віденська сецесія, конструктивізм 1930-х-1980-х років, а також присутня промислова забудова, багатоповерхова 1960-х-2010-х років. Декілька будинків внесено до Реєстру пам'яток архітектури місцевого значення.
№ 1 — двоповерховий будинок, в якому містяться інформаційно-консультаційний центр ПАТ «Львівобленерго» та дочірнє підприємство «Львівенергософт», що спеціалізується на розробці і впровадженні програмних продуктів для потреб ПАТ «Львівобленерго» та сторонніх організацій.
№ 2, 4 — прибуткові будинки Йони Шпрехера, споруджені у 1909 році за проєктом відомого львівського архітектора чеського походження Карела Боубліка у стилі пізньої сецесії. На фасаді будинку № 2 (інша адреса — вул. Леонтовича, 1) розташовано меморіальну таблицю, яка засвідчує, що вулицю назвали на пошану Тараса Шевченка, а саму таблицю встановили 1989 року на честь 175-ліття від дня народження поета. Будинок під № 4 є пам'яткою архітектури місцевого значення № 391-м. В партері будинку нині міститься авторизований центр компанії «Київстар».
№ 3а — від 1950-х років в цьому будинку містилася квартирно-експлуатаційна частина ПрикВО, у наш час — квартирно-експлуатаційний відділ Оперативного командування «Захід». Від 2013 року — Львівська КЕЧ Шевченківського району. 2013 року «Федерація польських організацій в Україні» викупила цей будинок та розпочала роботи з будівництва Центру польської культури і європейського діалогу, який має стати осередком мови, культури, науки та польських традицій. Станом на вересень 2020 року будова незавершена. 
№ 8 — у житловому будинку за Польщі містився ресторан Лаури Ласкер, у 1950—1960-х роках — ремонт взуття і перукарня, нині тут магазин взуття, крамниця чоловічих сорочок Deluxe та кафе-бар. 
№ 9 — у житловому будинку за Польщі працював ресторан Ґрюнфельда, за радянських часів — овочевий магазин, нині — продуктова крамниця. Нині тут міститься пекарня «Lviv Croissants».
№ 11 — у житловому будинку за Польщі містилася Малопольська круп'ярня та рекламне бюро «Адмар», нині — магазин автозапчастин.
№ 12 — у житловому будинку за Польщі була бібліотека Наґера, у 1950—1960-х роках — ательє індпошиву одягу 2-го розряду, у 1970-1980-х роках — салон «Фантазія» та майстерня з ремонту та виготовлення ювелірних виробів, нині тут майстерня з ремонту та виготовлення ювелірних виробів та перукарня. 
№ 14 — у житловому будинку у міжвоєнний період був продаж автомобілів Товарніцького, у 1950—1970-х роках — їдальня, згодом — кафе Підгір’я», нині — кафе-бар та магазин сантехніки. 
№ 16 — у житловому будинку за Польщі працював ресторан Ґрюнфельда, нині магазин світильників та крамниця «Все від 1 гривні».
№ 21 — житловий будинок, внесений до Реєстру пам'яток архітектури місцевого значення під охоронним № 2853-м.
№ 24, 26 — наприкінці XIX століття на ділянці була садиба Луки Матіяшевського з невеличким одноповерховим будинком, дерев'яними дровітнею і шопою у подвір'ї. 1911 року цю парцелю разом із прилеглою (будинок № 26) від імені «Торгової спілки» (пол. «Unia handlowa») викупив Міхал Ауербах. На початку 1912 року «Торгова спілка» замовила проєкт на спорудження будинку в архітектурному бюро Міхала Уляма. У серпні 1913 року чотириповерховий будинок був зведений за проєктом Романа Фелінського та прийнятий в експлуатацію. Згідно з проєктом, на партері будинку № 24 були розташовані крамниця зі складом (праворуч) і приміщення з кабінетом директора «Торгової спілки» (ліворуч) з входом із вестибюлю. Бюро спілки (чотири великі приміщення) були розташовані в офіцині (флігелі). На мансарді була влаштована пральня. В радянські часи партерні приміщення колишньої крамниці пристосували під бухгалтерію їдальні № 31 тресту їдалень громадського харчування Шевченківського району, влаштувавши антресоль. Пральню, що була на мансарді, перетворили на помешкання. У 1990-х роках партерні приміщення використовують приватні орендарі. В будинку № 26 за Польщі містилися магазини спортивних товарів Розенмана та автозапчастин Веппера, від радянських часів тут міститься приймальний пункт хімчистки та продуктова крамниця. Будинки, внесені до Реєстру пам'яток архітектури місцевого значення під охоронними № 392-м та № 393-м.
№ 27 — житловий будинок, внесений до Реєстру пам'яток архітектури місцевого значення під охоронним № 1091-м.
№ 28 — житловий будинок, внесений до Реєстру пам'яток архітектури місцевого значення під охоронним № 1092-м.
№ 30 — житловий будинок, внесений до Реєстру пам'яток архітектури місцевого значення під охоронним № 394-м.
№ 31 — комплекс будівель колишньої трикотажної фірми «Промінь», що складається з семиповерхової адміністративної, три- та п'ятиповерхової виробничої та інших суміжних будівель. Також до цього комплексу належить й двоповерхова вілла початку XX століття. За Польщі цю адресу мали фабрика мучних виробів «Клос», фабрика килимових доріжок, фабрика краваток Ядвіґи Лянґер, макаронна фабрика Валька, виробництво сирів «Бескид», підприємство хімічної промисловості «Герметікус» та українська олійниця «Жеполь», нині тут від радянських часів (з 1945 року) міститься трикотажна фірма «Промінь», фірмовий магазин «Промінь», а від 1990-х років магазин сантехніки «Онікс». Станом на лютий 2024 року ці будівлі виконують роль офісних центрів, а приміщення перших поверхів займають магазини електроніки «Притончик» та чоловічого одягу, салон сантехніки «Равак», відділення АТКБ «ПриватБанк». Вілла внесена у 1994 році до державного реєстру нерухомих пам'яток архітектури місцевого значення під охоронним № 5685-Лв.
Під час засідання виконавчого комітету Львівської міської ради 15 грудня 2023 року головний архітектор Львова Антон Коломєйцев повідомив, що планують реставрувати цю віллу та пристосувати її під міні-готель. У готелі облаштують 16 номерів, де зможе розміститись 36 гостей. Реставрацію проводитимуть львівські фахівці. Замовником реставрації ТзОВ «Трикотажна фабрика Промінь».
№ 33 — вілла з елементами «швейцарського» стилю, збудована 1889 року за проєктом Вінцентія Кузневича на розі з нинішньою вулицею Бортнянського. Збереглася у перебудованому вигляді.
№ 34 — будівля споруджена 1894 року за проєктом архітектора Альфреда Каменобродського. До 1939 року тут містилася установа для єврейських дітей-сиріт, при якій була також синагога. По закінченню війни в будинку розмістили спеціальний дитячий будинок № 2, пізніше тут відкрилася львівська середня загальноосвітня школа № 33.
№ 35 — житловий будинок, на першому поверсі якого за радянських часів працював магазин плодоовочевих комбінатів, нині тут крамниці «Овочі-фрукти», побутової хімії та косметики, а також майстерня з ремонту взуття. Будинок внесений до Реєстру пам'яток архітектури місцевого значення під охоронним № 1686-м.
№ 38 — за Польщі в будинку містився благочинний заклад святої Єлени. По війні будинок переданий у підпорядкування УМВС у Львівській області, де у різні роки містилися приймальник-розподільник обласної інспекції у справах неповнолітніх, пізніше — спеціалізований батальйон судової поліції «Грифон». Будинок розібраний у 2016 році, а натомість протягом 2016—2018 років на його місці споруджений ЖК «Краківський».
№ 41 — житловий будинок, внесений до Реєстру пам'яток архітектури місцевого значення під охоронним № 395-м.
№ 60 — 1861 року на цій ділянці при вул. Янівській споруджено великий паровий млин «Тома і син», який щорічно переробляв 36 тисяч тон зерна та був одним з найбільших у Австро-Угорщині. Він продовжував свою роботу до закінчення другої світової війни, доки після приходу радянської влади на його території 1947 року не збудували Львівський механіко-скляний завод з млином 1894 року, за проєктом архітектора Альфреда Каменобродського, був споруджений житловий будинок з оранжереєю для власника парового млина Л. Тома. 1947 року будинок став адміністративною будівлею новоствореного львівського мехсклозаводу. Завод припинив існування в роки незалежності України. У 2016 році Виконавчий комітет ЛМР затвердив містобудівні умови та обмеження на будівництво, реставрацію та реконструкцію дев'яти об'єктів, зокрема, будівництво 3-ох багатоповерхових житлових будинків кварталу житлової забудови із супутніми об'єктами соціально-побутової інфраструктури та реставрацію з пристосуванням пам'ятки архітектури під центр дозвілля.
Станом на червень 2018 року на території колишнього заводу будівельною компанією «Інтеграл-Буд» споруджений ЖК «Семицвіт». Приведено до ладу колишній будинок Л. Тома, на першому поверсі якого міститься центр продажів ЖК «Семицвіт». Колишній будинок Л. Тома, внесений до Реєстру пам'яток архітектури місцевого значення під охоронним  № 2497-м.
№ 66 — церква Святого Андрія Первозваного. Проєкт необарокового костелу реформатів та монастиря розроблений Міхалом Ковальчуком у 1896 році. Урочисто освячений 2 жовтня 1910 року. Ченці залишили Львів наприкінці 1940-х років. За радянських часів будівля використовувалася як пересильний пункт новобранців, а приміщення духовної семінарії — як гуртожиток робітників, пізніше — клуб механіко-скляного заводу. У 1991 року будівлю передано громаді УАПЦ, яка переосвятила споруду. Будинок значно перебудовано у 1993—1998 роках, споруджено три куполи. Будинок внесений до Реєстру пам'яток архітектури місцевого значення під охоронним № 1685-м.
№ 77 — у цьому будинку за Польщі містилася пекарня Маліцького.
№ 78 — за Польщі в будинку містився заклад для єврейських дітей-сиріт імені Давида Рубензала, відкриття якого відбулося 4 квітня 1921 року.
№ 80 — первісний будинок на цьому місці був споруджений у XIX столітті, але протягом майже двох зазнав значної перебудови. Вперше інформація про цей будинок подана у книжці історика Адама Краєвського «Львівські передмістя», виданій у 1909 році. Там ця будівля названа «старий палац на вул. Янівській». Будинок відомий також під назвою — палац Розборських. Починаючи з XX століття в будинку містилися майстерні. У 2016—2017 роках на місці старовинного будинку споруджено житловий комплекс клубного типу «Шоколад» з закритою територією.
№ 87а — за Польщі тут розташовувалися касарні польського механізованого дивізіону, за радянських часів тут був створений завод «Львівський завод автонавантажувачів». На початку підприємство 1990-х років збанкрутіло. У 2000-х роках у будівлі прохідної заводу облаштували меблевий салон «Магнат». Нині територія колишнього заводу забудована житловими будинками, а сам завод, вже під іншою назвою, нині розташований на сусідній вул. Луцького. Колишнє приміщення прохідної заводу нині займає меблевий салон «Магнат».
№ 90 — у 1950—1960 роках гуртожиток торгово-економічного інституту. За часів незалежності — Обласне управління з питань надзвичайних ситуацій, а нині — Головне управління з питань надзвичайних ситуацій та у справах захисту населення від наслідків Чорнобильської катастрофи ЛОДА.
№ 105 — автостанція № 4 (місцеві перевезення, Яворівський напрямок).
№ 108, 134, 136, 140, 140а, 144, 150 — житлові будинки, збудовані у 1960—1970-х роках для працівників Львівської залізниці. Ухвалою № 59 ЛМР від 26 вересня 2002 року будинки прийняті від дистанції цивільних споруд на ст. Львів Львівської залізниці у власність територіальної громади міста Львова.
№ 113, 115 — 1920 року за проєктом архітектора Альберта Корнблюта тут збудовано паровий млин Дрезднера «Едмін і син» та 1-шу Малопольську парову лущарню пшона та круп, які працювали до 1939 року, у радянський період — на базі млина Дрезднера створений крупзавод № 25 Львівського тресту «Головмуки» Міністерства заготівель СРСР. За часів незалежності України завод був закритий, а його будівлі частково зруйновані.
№ 116 — Вище професійне училище № 29, засноване у 1944 році, як ремісниче училище № 3. Займається підготовкою молодших спеціалістів за напрямами «Автомобільний транспорт» та «Харчові технології та інженерія». У липні 2012 року рішенням виконавчого комітету ЛМР колишній гуртожиток на вулиці Єрошенка, 20 та житлові будинки на вулиці Кортумівці, 10 і вулиці Сеньковича, 10 прийняті від ВПУ № 29 у комунальну власність міста Львова.
№ 117 — за Польщі тут знаходився моторовий млин Дреснера та гуртова торгівля борошном Муна, нині цієї адреси не існує.
№ 156 — Личаківська виправна колонія (№ 30), була організована, на території колишнього Янівського концтабору, згідно з наказом начальника управління МВС УРСР від 19 червня 1947 року № 0091 «Про створення самостійних виробничих майстерень на базі Пересильної тюрми ВВТК УМВС у Львівській області» під назвою Установа п/с ЯА-128/30. В установі спочатку виробляли дерев'яну та картонну тару, пізніше відкрито цех з прання та ремонту мішків, освоєно випуск табуреток, кухонних та м'яких меблів. У той час в установі працювало 25 осіб інженерно-технологічного персоналу, в основному колишніх спеціалістів Львівського лісотехнічного інституту, які навчали засуджених технології меблевого виробництва. Наказом МВС СРСР № 091 від 27 лютого 1969 року установу п/с ЯА 128/30 перейменовано в установу ВЛ-315/30. 1 грудня 1999 року наказом Державного департаменту України з питань виконання покарань від 29.11.1999 року № 165 установа ВЛ315/30 перейменована у Личаківську виправну колонію (№ 30). Наприкінці липня 2018 року винесено остаточне рішення, щодо перенесення слідчого ізолятора з вул. Городоцької, 20, а саме будівля нового ізолятора, розрахована на 850 осіб буде споруджена на території Личаківської виправної колонії (№ 30).
№ 158 — залізнична станція «Клепарів». На фасаді будівлі залу очікування залізничної станції Клепарів вміщено меморіальну таблицю, в пам'ять про те, що через цю станцію у 1942—1943 роках вивезли до концентраційних таборів понад півмільйона галицьких євреїв.
№ 205 — храм Різдва Пресвятої Богородиці. До 1939 року тут діяла каплиця. Наприкінці 1940-х років закрита та у 1958 році перебудована під звичайний житловий будинок. Пізніше приміщення займав штаб, так званої, добровільної народної дружини, потім аптека. У вересні 1990 року в будівлі відновили богослужіння, згодом місцева православна громада відбудувала на цьому місці храм, який освятили у вересні 1994 року. Нині храм належить ПЦУ.
№ 266 — в будинку міститься готель «Баторі».
№ 311а — храм Пресвятої Трійці. Будівництво храму тривало понад 20 років. Освячення святині відбулося 17 травня 2015 року. Належить Свято-Троїцькій парафії ПЦУ житлового масиву Рясне-1. Настоятелем храму є о. Петро Курпіта.
№ 313, 315 — корпуси колишнього заводу «Електрон». Нині під № 315 розташований завод «ЕлектронМаш» — підприємство машинобудівної корпорації «Електрон».
№ 335 — 2013 року в одній з будівель за цією адресою відкрився пункт видачі дозволів «Львів» управління Укртрансінспекції у Львівській області. За цією ж адресою ПП «Продюсерський центр „Грандарт“» у 2020 році має намір збудувати фабрику з виробництва кави, склад, котельню та трансформаторну підстанцію.
№ 358а — торговельний центр «ВАМ», відкритий 2004 року. 
між будинками № 388, № 392 та № 408 розташовується церква Святого Василія Великого та Священномученика Олексія Зарицького, яка має адресу: вул. Стельмаха, 3.

## Світлини

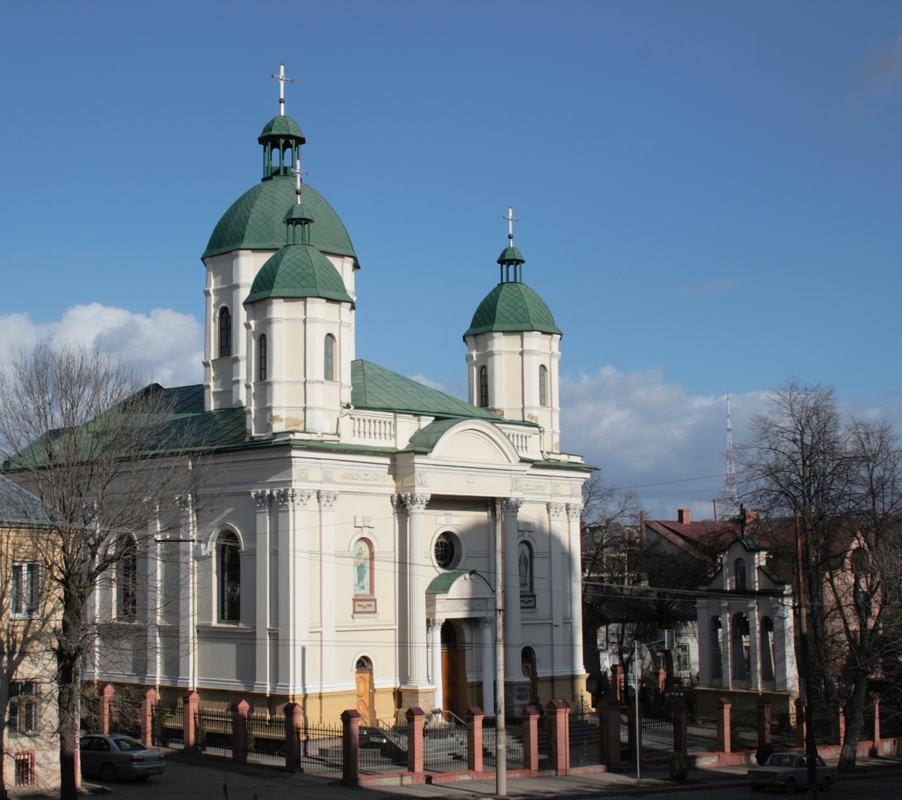
Храм Святого Андрія Первозваного
Церква Різдва Пресвятої Богородиці
Церква Пресвятої Трійці
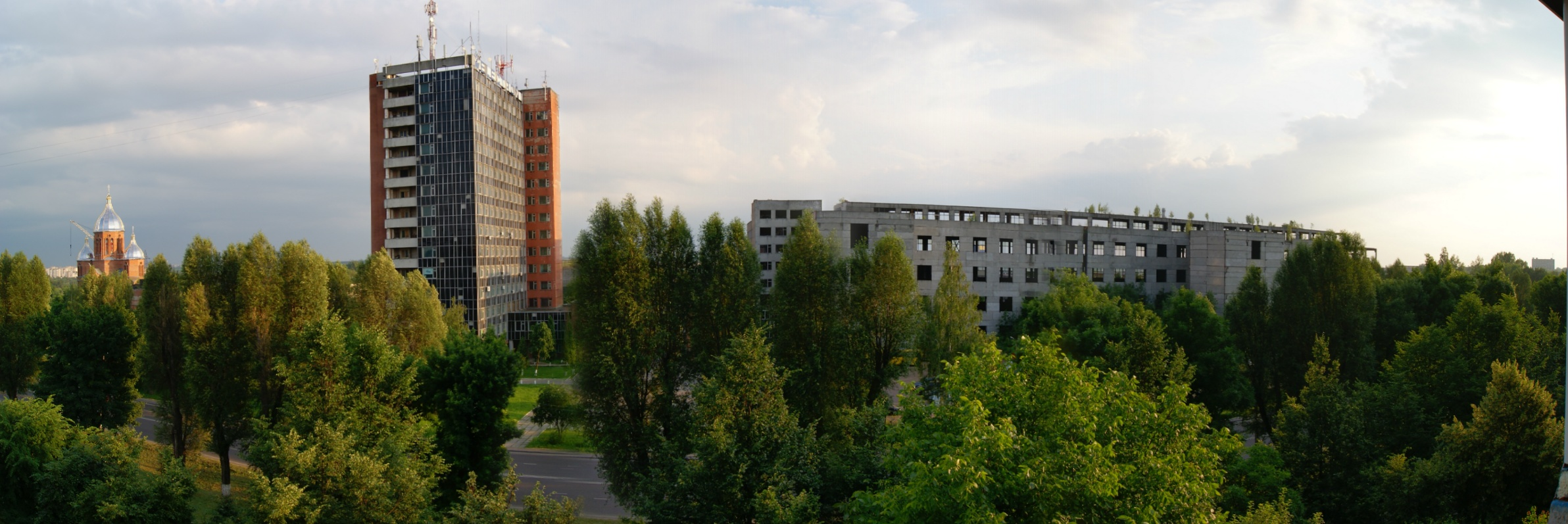
Головний корпус НВО «Електрон»
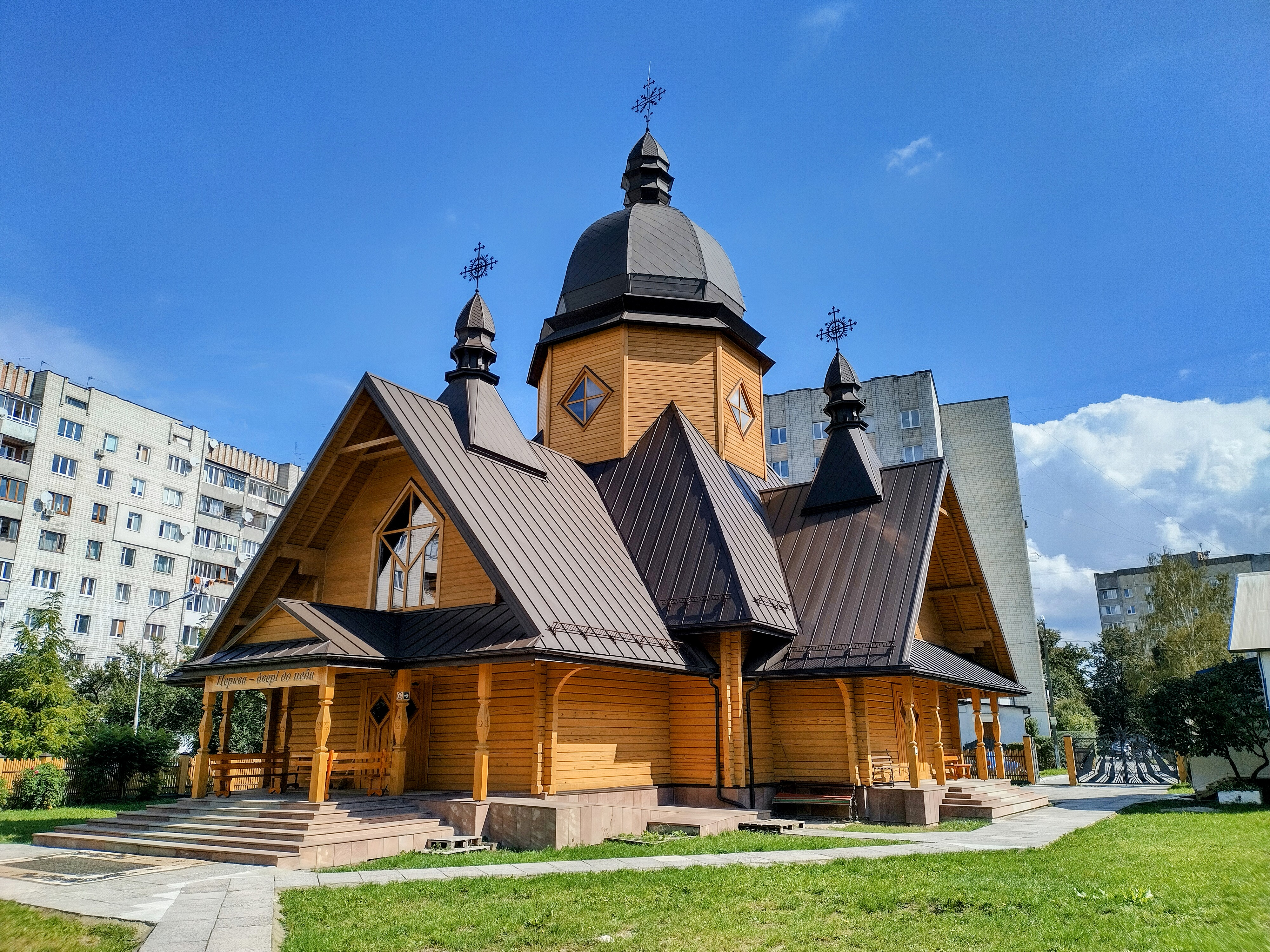
Храм Святого Василія Великого та Священномученика Олексія Зарицького (вул. Стельмаха, 3)